# Wasserversorgungsamt der Präfektur Tokio
Das Tōkyō-to suidō-kyoku (jap. 東京都水道局; engl. Tokyo Metropolitan Bureau of Waterworks), das Wasserversorgungsamt der Präfektur Tokio, ist ein öffentliches Unternehmen der japanischen Präfektur Tokio, das die Wasserversorgung von weiten Teilen der Präfektur übernimmt, namentlich in den 23 Bezirken (Tokio) und in 26 Städten im Tama-Gebiet (alle Gemeinden außer Musashino, Akishima, Hamura und Hinohara). Neben dem Verkehrsamt und dem Abwasseramt ist das Wassersamt einer von drei eigenständig organisierten, nicht einer Abteilung der Verwaltung unterstellten Betrieben der Präfekturverwaltung Tokio. Seinen Hauptsitz hat es im Hauptgebäude Nr. 2 der Präfekturverwaltung (engl. Tokyo Metropolitan Government Building No. 2) im Bezirk Shinjuku.
Im Fiskal- und Geschäftsjahr 2012 hatte das suidō-kyoku einen Umsatz von rund 327 Mrd. Yen und verzeichnete einen Gewinn von 29 Mrd. Yen. Zum 1. April 2013 hatte es 3.865 Mitarbeiter.
Das Wasser für Tokio kommt vor allem aus Oberflächenwasser aus den Flusssystemen Tonegawa-Arakawa (über drei Viertel) und Tamagawa (etwa ein Fünftel). Zu letzterem gehören auch die vom Wasseramt selbst betriebenen Reservoirs Ogōchi (Okutama-See), Murayama (oberes und unteres; Tama-See) und Yamaguchi (Sayama-See), letztere beide liegen auf beiden Seiten der Präfekturgrenze zwischen Tokio und Saitama und nicht direkt am Tamagawa, werden aber aus Wasser gespeist, das in der Stadt Hamura dem Tamagawa entnommen wird.
Das Wasseramt ist Mehrheitsaktionär der K.K. PUC (株式会社PUC, engl. Public Utility Services Center Co., Ltd.), die unter anderem für die Erhebung von Wasserabgaben zuständig ist, der Tōkyō suidō service K.K. (東京水道サービス株式会社, engl. heute "TSS Tokyo Water Co., Ltd.", früher als "Tokyo Suido Services Co., Ltd." übersetzt), die verschiedene Aufträge vom Wasseramt z. B. für Bau und Wartung von Wasserleitungen übernimmt, und damit indirekt auch der 2012 gegründeten Tōkyō suidō international K.K. (東京水道インターナショナル株式会社, engl. Tokyo Waterworks International Co., Ltd.), die in ausländischen Märkten operieren soll.